# Hasselager
 Ikke at forveksle med Hesselager.
Hasselager-Kolt er en bydel i Aarhus ca. 8-12 kilometer sydvest for Aarhus centrum. Hasselager-Kolt har et indbyggertal på 7.437 (2018).
Hasselager er bemærkelsværdig for sine store industriarealer, hvor mange aarhusfirmaer hører til. [kilde mangler] Hasselager er tæt beliggende til den jyske motorvej Europavej E45 hvilket også underbygger Hasselagers popularitet for erhvervsvirksomheder.

## Historie
Hasselager var oprindelig en landsby. I 1682 bestod bebyggelsen af 2 gårde. Det samlede dyrkede areal udgjorde 160,5 tønder land skyldsat til 25,78 tønder hartkorn.
I 1868 anlagdes jernbanen mellem Aarhus og Fredericia med station ved Hasselager. Efterhånden opstod der en mindre stationsby i skæringen mellem jernbane og landevejen mod Skanderborg. I 1916 havde Hasselager Stationsby 88 indbyggere.
Det var dog først efter 2. verdenskrig, at Hasselager så småt begyndte at vokse: i 1945 havde landsbyen 273 indbyggere, i 1950 291 indbyggere, i 1955 341 indbyggere, i 1960 450 indbyggere, i 1965 615 indbyggere Men endnu i en Dispositionsplan for Århusegnen fra 1954 blev Hasselager ikke regnet med til Århus byudviklingsområde.
I 2017 var der planer om en ny jernbane fra Hasselager til Hovedgård udenom Skanderborg under navnet Ny bane Hovedgård - Hasselager.